# Wisła-Nogat-floddeltaet
Wisła-Nogat-floddeltaet (polsk:Żuławy Wiślane  er et floddelta skabt af floderne  Wisła (tysk: Weichsel) og Nogat  i det nordlige  Polen. Den bogstavelige oversættelse af det polske navn betyder ø (Werder) i Weichsel, mens navnet Großes Werder på tysk er almindeligt. Det er et gammelt tysk-polsk kulturlandskab, der er blevet omfattende formet og omformet af dets beboere siden den Tyske Ordens tid.

## Områdets struktur
Området der har et areal på 	1.700 km²  er opdelt i tre store Werders: Danziger (Żuławy Gdańskie), Großes Marienburger (Żuławy Wielkie eller Żuławy Malborskie) og Elbingsches Werder (Żuławy Elbląskie) . Der var også mindre Werder, f.eks. Steegener Werder. Scharpau var den nordlige del af den store Marienburger Werder. Den smalle klitryg ved Danzig-spidsen blev betydeligt udvidet gennem landvindingsforanstaltninger. 

## Flodsystemet i Wisła-deltaet
Wisłas udløb til Østersøen blev blokeret af klitryggen på Gdańsk-spidsen, den vestlige del af Wisłalandtangen (Mierzeja Wiślana, svarende til Wisła-spidsen). Et indre delta er dannet mellem Danziger Höhe, Elbinger Höhe og klitryggen. Kort efter Gniew (Mewe) forgrener Nogat sig mod øst, som kun blev en arm af Wisła fra en selvstændig flod (igen) på grund af en oversvømmelse i 1371 og løber ud i Wisłabugten (Zalew Wiślany) i området ved Elbing-lavlandet.
Hovedstrømmen af Vistula forgrenede sig til Danziger Wisła og Elbinger Wisła (Szkarpawa), som også løber ud i Vistula-lagunen og var indtil begyndelsen af det 19. århundrede. århundrede var hovedstrømmen. Szkarpawa har fået sit navn fra Scharpau og har igen dannet et delta. Dens nordligste arm kaldes Königsberg Wisła (Wisła Królewiecka).
Danzig Wisła fulgte gletsjerstrømmen og løb ud i Gdańsk-bugten (Zatoka Gdańska) nær byen Gdańsk (Danzig). Under en oversvømmelse  i 1840, blev Wisła-kløften skabt halvvejs mellem gaflen og Danzig. Den nye arm af Wisła fik navnet Kühne Vistula (Wisła Śmiała), mens den gamle arm i stigende grad sandede til. Mellem 1889 og 1895 blev spyttet gennemboret ved gaflen for at mindske risikoen for oversvømmelser i Wisła-deltaet. Da den største del af Vistula-floden (Leniwka) løber ud i Østersøen gennem denne passage (Przekop Wisły), er tilslamningen af Danzig Wisła blevet forhindret af en sluse. Den fik navnet Døde Wisła  (Martwa Wisła).
Et areal på 1,748.1 ha, fordelt på to områder nær udløbet, blev i 2015 udpeget til Ramsarområde.

## Historie
Omkring år 100 udnævnte den romerske historiker Publius Cornelius Tacitus goterne, sammen med andre germanske folkeslag, som indbyggere i Vistula-deltaet i sit værk Germania. Den arkæologiske arv fra goterne og andre folk, der boede ved Wisła  blev kaldt Wielbark-kulturen efter 1945, efter byen Willenberg der lå nær Nogat. Omkring år 200 begyndte de germanske folk, nemlig goterne og gepiderne, at forlade Wisła-regionen og migrere mod sydøst til det, der nu er Ukraine. Balterne og Aestierne, preussernes forfædre, migrerede længere mod vest, hvor de allerede levede før goterne.
Vestslaviske stammer spredte sig fra slutningen af det 6. århundrede og kom til Østersøen. Området vest for den nedre del af Wisła var i det 10. århundrede var stort set befolket af slaviske folkeslag. Efter midten af det 10. århundrede blev polanerne første gang nævnt i vestlige kilder. Det var en stamme nært beslægtet med de slaviske pomeranere.